# Esiliiga (Eishockey)
Die Esiliiga war in den Jahren 2006 und 2007 die zweithöchste Eishockeyspielklasse Estlands. Meister wurde HC Sokol Tallinn.

## Teilnehmer 2006/07
- HC Magic Wings Tallinn
- HC Saue Tallinn
- HC Magic Wings Tallinn
- HC Unistars Tallinn